# Astana Pro Team/Saison 2015

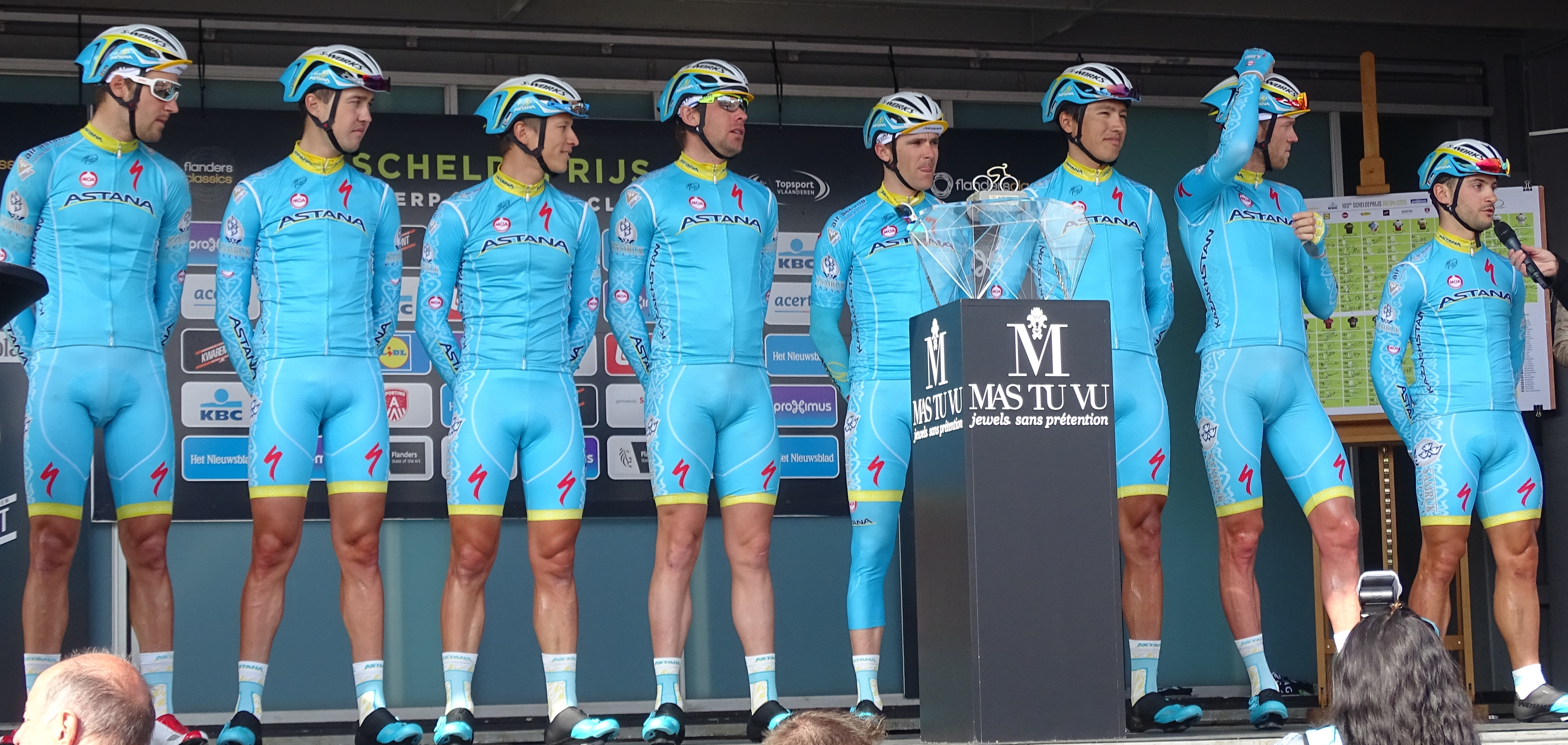
Team Astana anlässlich des Starts des Schelde-Grand-Prix 2015 in Antwerpen, Belgien.

Diese Liste beschreibt die Mannschaft und die Erfolge des Radsportteams Astana Pro Team in der Saison 2015.

## Saison 2015

### Erfolge in der UCI WorldTour
In der Saison 2015 gelangen dem Team nachstehende Erfolge in der UCI WorldTour.
| Datum                    | Rennen                         | Sieger          |
| ------------------------ | ------------------------------ | --------------- |
| 10. April                | 5. Etappe Vuelta al País Vasco | Mikel Landa     |
| 17. Mai                  | 9. Etappe Giro d’Italia        | Paolo Tiralongo |
| 24. Mai                  | 15. Etappe Giro d’Italia       | Mikel Landa     |
| 26. Mai                  | 16. Etappe Giro d’Italia       | Mikel Landa     |
| 29. Mai                  | 19. Etappe Giro d’Italia       | Fabio Aru       |
| 30. Mai                  | 20. Etappe Giro d’Italia       | Fabio Aru       |
| 20. Juni                 | 8. Etappe Tour de Suisse       | Alexei Luzenko  |
| 24. Juli                 | 19. Etappe Tour de France      | Vincenzo Nibali |
| 2. September             | 11. Etappe Vuelta a España     | Mikel Landa     |
| 22. August–13. September | Gesamtwertung Vuelta a España  | Fabio Aru       |
| 4. Oktober               | Il Lombardia                   | Vincenzo Nibali |

### Erfolge in der UCI Asia Tour
In der Saison 2015 gelangen dem Team nachstehende Erfolge in der UCI Asia Tour.
| Datum       | Rennen                                       | Kat. | Fahrer          |
| ----------- | -------------------------------------------- | ---- | --------------- |
| 17. Februar | 1. Etappe Tour of Oman                       | 2.HC | Andrea Guardini |
| 8. März     | 1. Etappe Tour de Langkawi                   | 2.HC | Andrea Guardini |
| 9. März     | 2. Etappe Tour de Langkawi                   | 2.HC | Andrea Guardini |
| 11. März    | 4. Etappe Tour de Langkawi                   | 2.HC | Andrea Guardini |
| 15. März    | 8. Etappe Tour de Langkawi                   | 2.HC | Andrea Guardini |
| 25. Juni    | Kasachische Meisterschaft – Einzelzeitfahren | CN   | Alexei Luzenko  |
| 4. Oktober  | Tour of Almaty                               | 1.1  | Alexei Luzenko  |
| 8. Oktober  | 1. Etappe Abu Dhabi Tour                     | 2.1  | Andrea Guardini |
| 27. Oktober | 8. Etappe Tour of Hainan                     | 2.HC | Andrei Seiz     |

### Erfolge in der UCI Europe Tour
In der Saison 2015 gelangen dem Team nachstehende Erfolge in der UCI Europe Tour.
| Datum          | Rennen                                     | Kat. | Fahrer          |
| -------------- | ------------------------------------------ | ---- | --------------- |
| 14. Februar    | Vuelta a Murcia                            | 1.1  | Rein Taaramäe   |
| 24. April      | 4. Etappe Giro del Trentino                | 2.HC | Paolo Tiralongo |
| 16. Mai        | 2. Etappe Tour de Picardie                 | 2.1  | Andrea Guardini |
| 23. Mai        | 1. Etappe World Ports Classic              | 2.1  | Andrea Guardini |
| 27. Juni       | Italienische Meisterschaft – Straßenrennen | CN   | Vincenzo Nibali |
| 4. August      | 1. Etappe Dänemark-Rundfahrt               | 2.HC | Lars Boom       |
| 5. August      | 2. Etappe Vuelta a Burgos (MZF)            | 2.HC | Astana Pro Team |
| 7. August      | 4. Etappe Vuelta a Burgos                  | 2.HC | Miguel López    |
| 4.–8. August   | Gesamtwertung Vuelta a Burgos              | 2.HC | Rein Taaramäe   |
| 13.–16. August | Gesamtwertung Arctic Race of Norway        | 2.HC | Rein Taaramäe   |
| 17. September  | Coppa Bernocchi                            | 1.1  | Vincenzo Nibali |
| 30. September  | Tre Valli Varesine                         | 1.HC | Vincenzo Nibali |
| 1. Oktober     | Mailand-Turin                              | 1.HC | Diego Rosa      |

### Zugänge – Abgänge
| Zugänge              | Team 2014                    | Abgänge            | Team 2015                                  |
| -------------------- | ---------------------------- | ------------------ | ------------------------------------------ |
| Lars Boom            | Belkin-Pro Cycling Team      | Jacopo Guarnieri   | Team Katusha                               |
| Davide Malacarne     | Team Europcar                | Francesco Gavazzi  | Southeast                                  |
| Dario Cataldo        | Team Sky                     | Janez Brajkovič    | UnitedHealthcare Professional Cycling Team |
| Diego Rosa           | Androni Giocattoli-Venezuela | Enrico Gasparotto  | Wanty-Groupe Gobert                        |
| Luis León Sánchez    | Caja Rural-Seguros RGA       | Evan Huffman       | Team SmartStop                             |
| Rein Taaramäe        | Cofidis, Solutions Crédits   | Fredrik Kessiakoff | Karriereende                               |
| Laurens De Vreese    | Wanty-Groupe Gobert          | Dmitri Murawjow    | Karriereende                               |
| Maqsat Ajasbajew     | Continental Team Astana      | Maxim Iglinski     | Dopingsperre                               |
| Baqtijar Qoschatajew | Continental Team Astana      | Walentin Iglinski  | Dopingsperre                               |
| Miguel López         | Neoprofi                     |                    |                                            |

### Mannschaft
| Name                  | Geburtstag         | Nationalität |
| --------------------- | ------------------ | ------------ |
| Valerio Agnoli        | 6. Januar 1985     | Italien      |
| Maqsat Ajasbajew      | 27. Januar 1992    | Kasachstan   |
| Fabio Aru             | 3. Juli 1990       | Italien      |
| Lars Boom             | 30. Dezember 1985  | Niederlande  |
| Borut Božič           | 8. August 1980     | Slowenien    |
| Dario Cataldo         | 17. März 1985      | Italien      |
| Laurens De Vreese     | 29. September 1988 | Belgien      |
| Alexander Djatschenko | 17. Oktober 1983   | Kasachstan   |
| Daniil Fominych       | 28. August 1991    | Kasachstan   |
| Jakob Fuglsang        | 22. März 1985      | Dänemark     |
| Dmitri Grusdew        | 13. März 1986      | Kasachstan   |
| Andrea Guardini       | 12. Juni 1989      | Italien      |
| Andrij Hrywko         | 7. August 1983     | Ukraine      |
| Arman Kamyschew       | 14. März 1991      | Kasachstan   |
| Tanel Kangert         | 11. März 1987      | Estland      |
| Baqtijar Qoschatajew  | 28. März 1992      | Kasachstan   |
| Mikel Landa           | 13. Dezember 1989  | Spanien      |
| Miguel López          | 4. Februar 1994    | Kolumbien    |
| Alexei Luzenko        | 7. September 1992  | Kasachstan   |
| Davide Malacarne      | 11. Juli 1987      | Italien      |
| Vincenzo Nibali       | 14. November 1984  | Italien      |
| Diego Rosa            | 27. März 1989      | Italien      |
| Luis León Sánchez     | 24. November 1983  | Spanien      |
| Michele Scarponi      | 25. September 1979 | Italien      |
| Andrei Seiz           | 14. Dezember 1986  | Kasachstan   |
| Rein Taaramäe         | 24. April 1987     | Estland      |
| Paolo Tiralongo       | 8. Juli 1977       | Italien      |
| Ruslan Tleubajew      | 7. März 1987       | Kasachstan   |
| Alessandro Vanotti    | 16. September 1980 | Italien      |
| Lieuwe Westra         | 11. September 1982 | Niederlande  |